# Джапана
Джапана (груз. ჯაპანა) — село в Грузії.
За даними перепису населення 2014 року в селі проживає 306 осіб.